# 大阪吉本新喜劇 IN ルミネ
大阪吉本新喜劇 IN ルミネ（おおさかよしもとしんきげき イン ルミネ）は、ヨシモトファンダンゴTVの番組。ルミネtheよしもとで上演される大阪メンバーによる吉本新喜劇の舞台中継である。月1本程度新作が放送される。放送日は不定。

## 概要
大阪のなんばグランド花月(以下NGK)を本拠地としている吉本新喜劇メンバーによる公演が月1回の数日間、東京のルミネtheよしもとで上演されている。ヨシモトファンダンゴTVでは2006年3月上演分から放送。
内容はNGKで上演された作品の再演でストーリーは基本的に同じだが、出演者の変更や他の役への移動、ギャグの差し替えといった変更点がある。
特に『父親への長い道のり』ではオリジナル版の出演者が多数参加していたにもかかわらず座長以外はほぼ全面的な役の入れ替えとなり、別の作品で使用されたギャグや仕掛けが追加されるなど大幅な変更となった。
ルミネtheよしもとはNGKと比べると舞台や劇場が小さく観客の反応が芝居に反映されやすい。また、大阪の吉本新喜劇を知らない観客も多く、NGKとは違った反応(笑いや驚き)が起こることがある。

## オリジナル版やTV番組『よしもと新喜劇』との比較
- 劇部分の正味時間は内容により43分から56分でCM中断回数は1～4回。毎日放送の『よしもと新喜劇』の正味時間は約45分。
- ルミネtheよしもとでの公演は日数が短いため、内容が十分こなれていない段階での番組収録となる場合がある。『よしもと新喜劇』は5日目の土曜日収録分を中心に編集されている。
- オリジナル版に出演していた重鎮クラス、未知やすえが出演していない。
- 脚本・演出がオリジナル版と異なることがある。(『おも・しろい巨塔』、『暗黒街の掟』など)
- 開幕時にNGK同様『Somebody Stole My Gal』が流れる。
- 舞台セットはオリジナル版に似たデザインの書割セットでルミネtheよしもとの新喜劇とは雰囲気が異なっている。
- ルミネtheよしもとの緞帳は黒の引割幕。

## 放送タイトル
|    | タイトル                                    | 座長     | 収録       | オリジナル版の公演時期 |
| -- | ------------------------------------------- | -------- | ---------- | ---------------------- |
| #1 | 『父親への長い道のり』                      | 辻本茂雄 | 2006年3月  | 2005年7月5日から       |
| #2 | 『おも・しろい巨塔』                        | 辻本茂雄 | 2006年4月  | 2005年10月25日から     |
| #3 | 『ぼっちゃん。恋のラーメン道』              | 吉田ヒロ | 2006年5月  | 2005年11月1日から      |
| #4 | 『ヒーロー大変身!?』                        | 吉田ヒロ | 2006年6月  | 2006年3月14日から      |
| #5 | 『暗黒街の掟』                              | 小籔千豊 | 2006年7月  | 2004年7月              |
| #6 | 『正直者は救われる？』                      | 小籔千豊 | 2006年9月  | 2004年・2005年         |
| #7 | 『カフェ・ド・ヤクザ』                      | 吉田ヒロ | 2006年10月 | 2006年7月25日から      |
| #8 | 『蘇った花嫁』                              | 内場勝則 | 2006年11月 | 2006年9月12日から      |
| #9 | 『スリラーロッジ 愛のクリスマスプレゼント』 | 辻本茂雄 | 2006年12月 | 2006年7月4日から       |

(『暗黒街の掟』は2006年7月・8月にルミネtheよしもとで上演)

## 大阪吉本新喜劇 IN NGK
川畑泰史が初めて仮座長を務めたNGK公演の中継。毎日放送『よしもと新喜劇』枠では放送されなかった。
- 「未来少年竜じい」 (公演は2006年9月5日～2006年9月11日)